# Reial Acadèmia Militar de Sandhurst
La Reial Acadèmia Militar de Sandhurst —Royal Military Academy Sandhurst - RMAS en anglès—, habitualment referida simplement Sandhurst, és el centre inicial de preparació d'oficials de l'Exèrcit Britànic. Està situat a Sandhurst, Berkshire, a uns 55km al sud-oest de Londres. L'objectiu de l'Acadèmia és ser el "centre nacional de l'excel·lència pel lideratge". Tots els oficials de l'Exèrcit Britànic, incloent-hi els oficials que havien estat Sotsoficials, són entrenats a Sandhurst. L'Acadèmia té com equivalents la Reial Acadèmia Naval Britànica de Dartmouth, l'Acadèmia de la Royal Air Force de Cranwell i el Centre d'Entrenament de Comandos dels Marines Reials.

## Situació

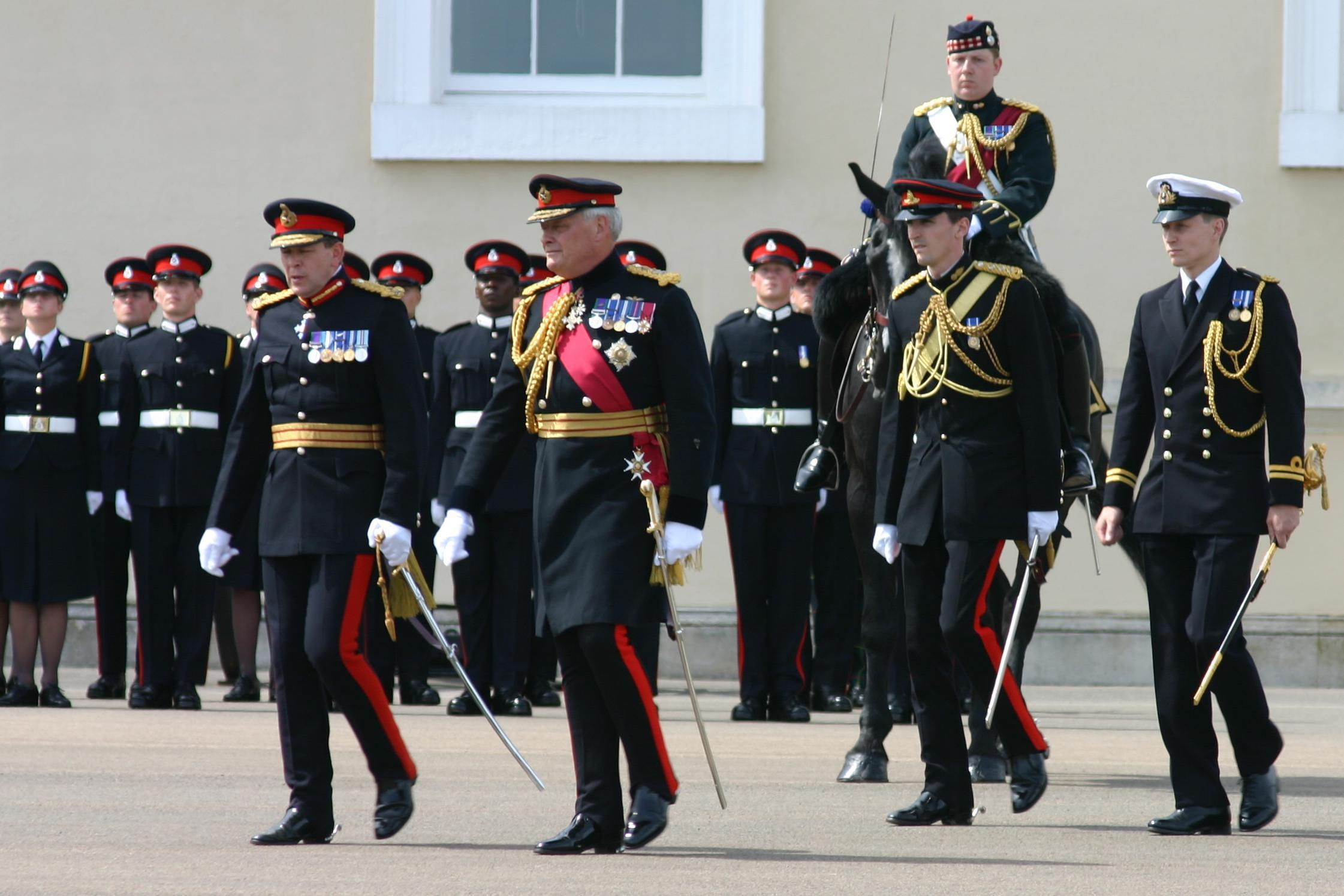
Presentació de nous guions a la RMAS, juny de 2005. El Prínces Enric de Gal·les (en posició de ferms, a l'esquerra del cavall) està a la desfilada.

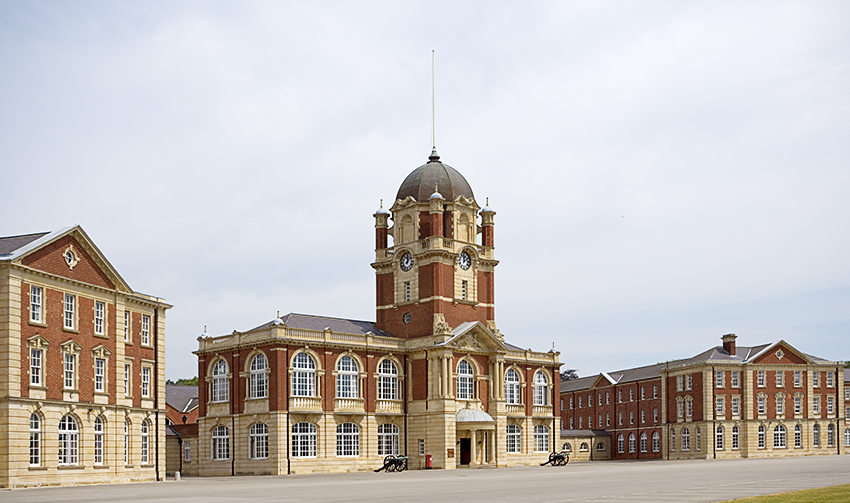
Edificis del nou col·legi de la Reial Acadèmia Militar de Sandhurst

Sandhurst està situada als comtats de Berkshire i Surrey; la frontera del comtat està marcat per un petit rierol conegut com el Torrent del Desig, del qual rep el nom la revista de l'Acadèmia. Principalment, l'acadèmia està situada a College Town, un suburbi de Sandhurst, i parcialment a Camberley. L'estació ferroviària més propera és Blackwater, a Hampshire.

## Història

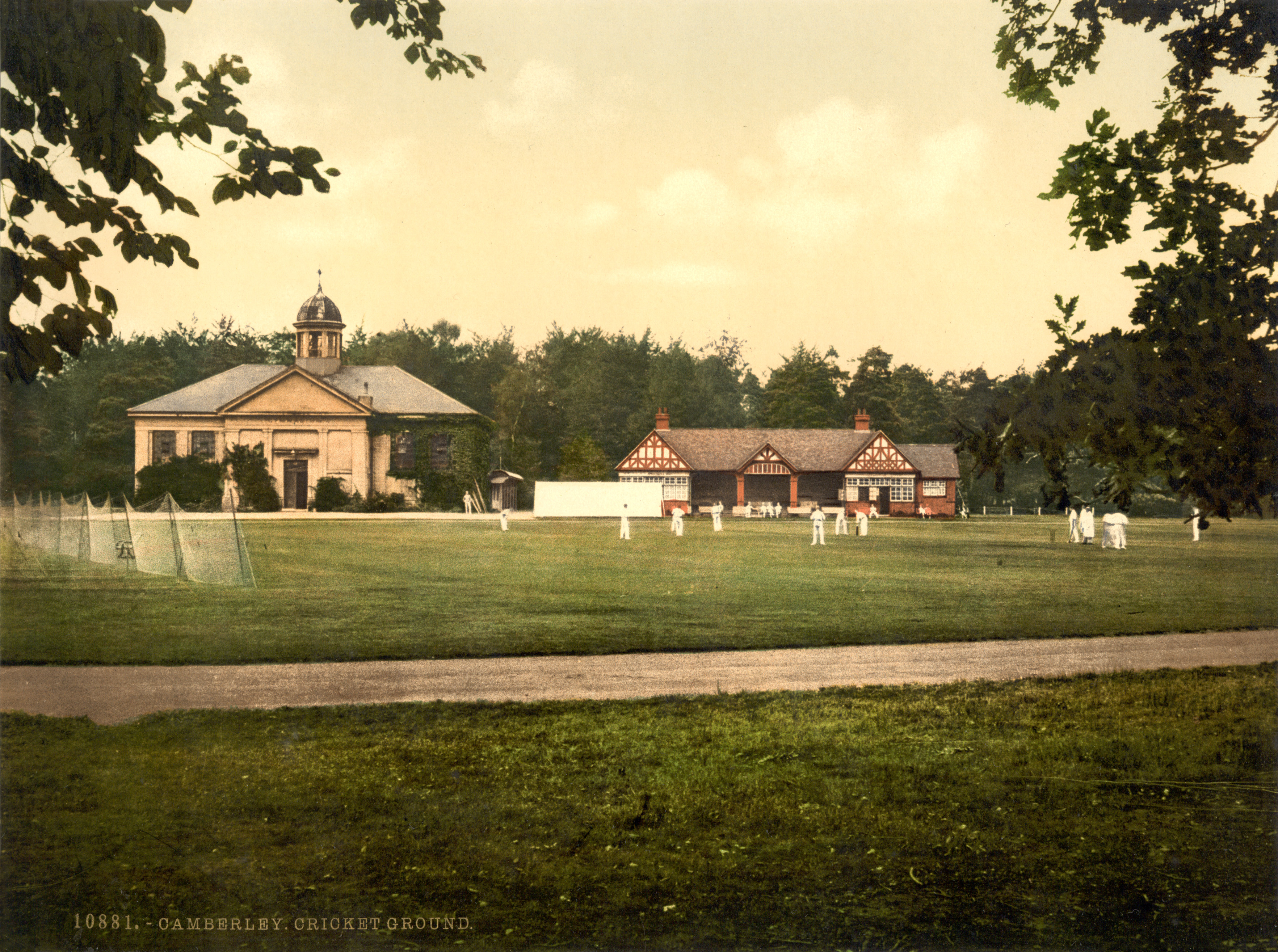
Camps de criket de l'acadèmia, ca. 1895

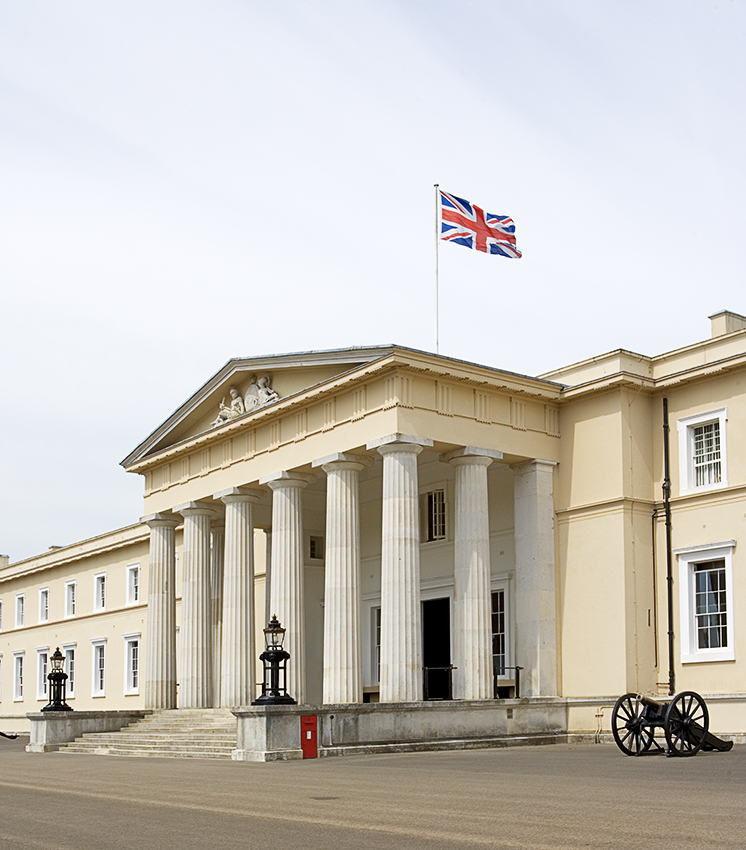
Antic col·legi de la Reial Acadèmia de Sandhurst

Les arrels de l'actual Reial Acadèmia Militar de Sandhurst descansen en dues institucions separades. En primer lloc s'establí una Acadèmia Militar a Woolwich (Greenwich) (un districte actualment absorbit al sud-est de Londres) el 1720 per entrenar els cadets per destins a la Royal Artillery, traslladant-se a la localització permanent de Woolwich Common el 1806 i rebent l'estatus de Reial el 1841, sent posteriorment coneguda com la "botiga" (the "Shop"). El 1806, la Reial Acadèmia Militar també passà a encarregar-se de l'entrenament dels oficials cadets dels Royal Engineers i, posteriorment, els cadets del Royal Signals. Per un altre costat, el 1799, s'establí una acadèmia per oficials d'estat major a High Wycombe i, el 1801, esdevingué el Departament Superior de la Reial Acadèmia Militar.
El concepte de la Reial Acadèmia Militar va ser obra de John Le Marchant. Inaugurà el Departament Inferior del Col·legi al carrer Oest a Marlow, Buckinghamshire el 1802 per entrenar els "Cavallers Cadets" per a la infanteria, la cavalleria i l'Exèrcit Indi (per coincidència, aquell mateix any es fundaren tant Saint-Cyr com West Point). El Departament Inferior es traslladà de Marlow el 1813 als edificis actuals dissenyats per James Wyatt a Sandhurst. Uns anys després, el Departament Inferior s'uní a Sandhurst amb el Departament Superior, el qual el 1958 esdevingué una institució separada, l'Acadèmia d'Estat Major de Camberley.
Amb l'esclat de la II Guerra Mundial, Sandhurst esdevingué la llar de la 161a Unitat d'Entrenament de Cadets d'Oficials d'Infanteria (RMC), que es traslladà a Mons Barracks, Aldershot, el 1942; durant la resta de la guerra Sandhurst va ser emprat per la Reial Unitat d'Entrenament de Cadets d'Oficials del Reial Cos Cuirassat (OCTU).

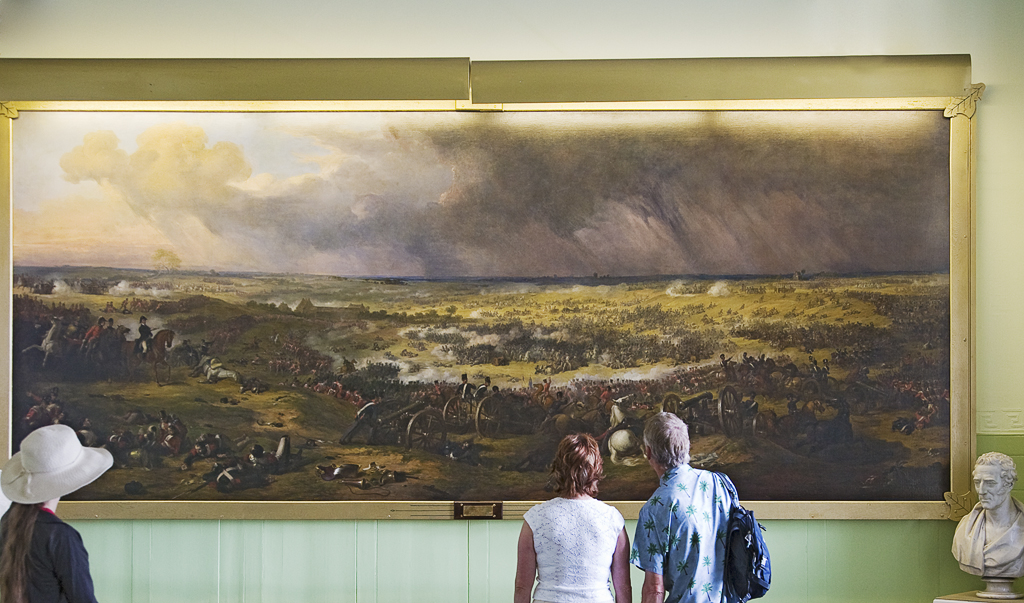
La Sala Wellington Room, amb una descripció de Waterloo i el bust del Duc, col·lecció RMAS

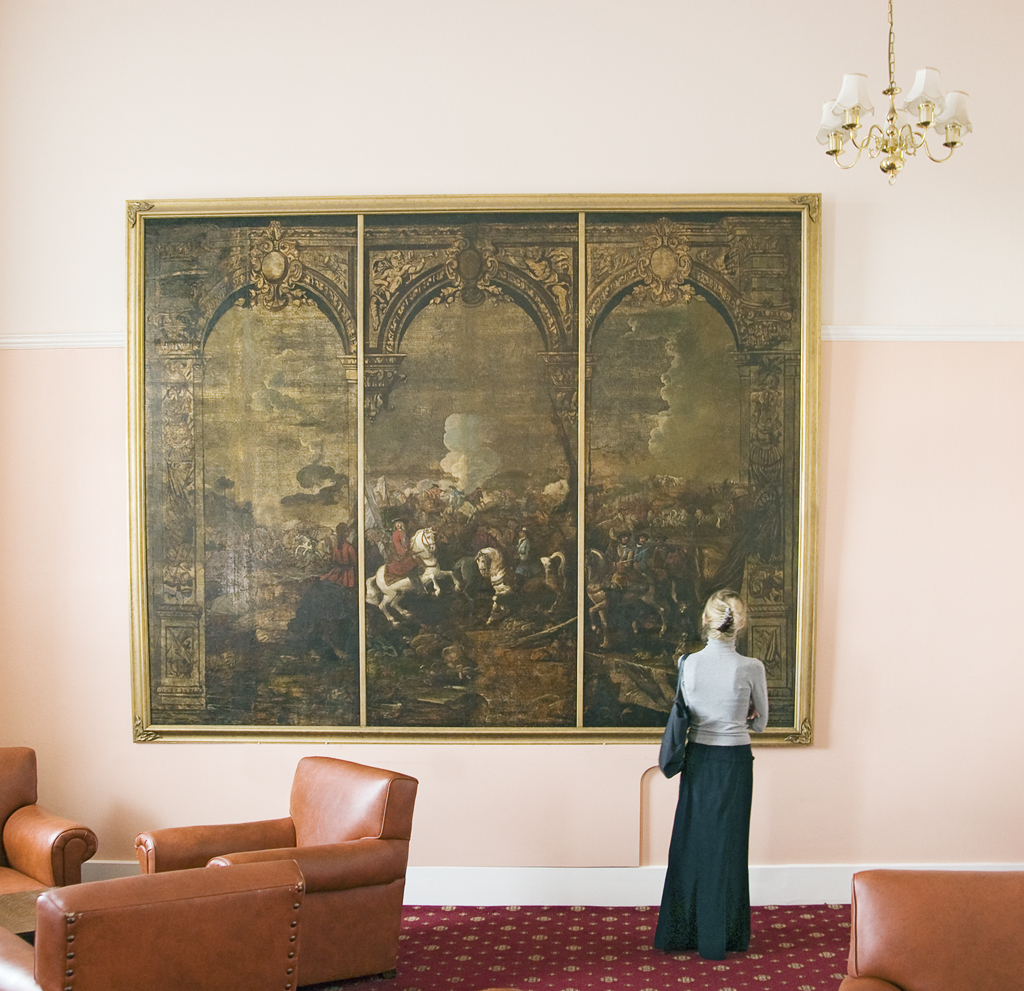
La Sala Marlborough, amb el quadre de Horensburg sobre la batalla de Blenheim, col·lecció RMAS

La Reial Acadèmia Militar de Sandhurst va ser formada el 1947 a la seu de l'antiga Reial Acadèmia Militar a Sandhurst a partir d'una fusió entre la Reial Acadèmia Militar de Woolwich (Greenwich) (que preparava els oficials de la Royal Artillery i dels Royal Engineers entre 1741 i 1939) i la Reial Acadèmia Militar (1802 a 1939). Després del final del Servei Nacional al Regne Unit i de la clausura de l'Escola d'Oficials Cadets Mons a Aldershot (Hampshire) al 1972, la RMAS esdevingué l'únic establiment per la preparació inicial d'oficials (homes) de l'exèrcit britànic. El 1984, l'Acadèmia Femenina d'Entrenament d'Oficials de Bagshot es traslladà a Sandhurst i, el 1992, finalment s'unificaren els Cursos de Comissió de cadets masculins, femenins i estrangers.
La Reial Acadèmia Militar de Sandhurst mostra la història de les Reials Acadèmies Militars de Woolwich i Sandhurst. La col·lecció inclou els registres de la Reial Acadèmia Militar de Cavallers Cadets, l'arxiu històric, uniformes, pintures, fotografies i d'altres objectes.
Al Jocs Olímpics de 1948, celebrats a Londres, l'Acadèmia allotjà part de la competició de pentatló modern.
L'entrenament a Sandhurst va ser l'objecte d'una sèrie de televisió de tres parts, emesa per la BBC a l'octubre del 2011.
Al febrer del 2013, Sandhurst acceptà una donació de £3.000.000 a Bahrain. A canvi, la Sala Mons, que rebia el nom a partir dels herois que havien caigut a la batalla de Mons, va ser rebatejada com Sala del Rei Hamad, en honor del Rei de Bahrain.

## Selecció
Els potencials oficials són identificats pel Comitè de Selecció d'Oficials de l'Exèrcit (Army Officer Selection Board), anteriorment el Comitè Regular de Comissions (Regular Commissions Board - RCB), situada a Westbury a Wiltshire. Prop del 10% dels cadets britànics són dones i prop del 10% dels cadets provenen d'ultramar. Més del 80% dels que ingressen són graduats universitaris, encara que no és un requisit. Alguns cadets són soldats en servei. Tècnicament, tots els cadets tenen el rang de private.

## Cursos
Sandhurst desenvolupa el lideratge en els cadets expandint el seu caràcter, intel·lecte i competències professionals fins a un nivell exigit per a un oficial de l'exèrcit en el seu primer nomenament mitjançant l'entrenament militar i l'educació. El curs està acreditat per diverses institucions acadèmiques i professionals. El curs de comissió s'estén durant 48 setmanes i ha de ser superat amb èxit per tots els oficials de l'exèrcit (amb algunes excepcions) abans de rebre la seva comissió. Habitualment és seguit per cursos específics pel regiment o cos on hagi de servir.
Hi ha dos cursos més curts. Un és pels oficials professionalment qualificats (metges, dentistes, infermeres, advocat, farmaceutics, veterinaris i religiosos).
El segon curs és el Mòdul 4 del Curs de Comissió de l'Exèrcit Territorial (TACC), que dura tres setmanes. El TACC consisteix en quatre mòduls: els primers tres són sota la supervisió de RMAS als Centres d'Entrenament Regional de l'Exèrcit Territorial, amb el Mòdul 4 realitzant-se a Sandhurst. L'entrenament habitualment costa dos anys completar-lo. Un cop fet, l'oficial cadet esdevé tinent de segona (second lieutenant) a l'Exèrcit Territorial o al Cos d'Entrenament d'Oficials (OTC). Cada any, aproximadament 140 candidats realitzant cadascun d'aquests cursos breus.
Sandhurst també realitza una varietat més de cursos per a oficials incloent el Curs d'Oficial d'Ingrés Tardà (Late Entry Officer Course LEOC).
L'Acadèmia de Sandhurst té un cos facultatiu d'investigadors civils expertes en Comunicació i Ciències del Comportament, Afers Internacionals i de Defensa i Estudis de Guerra.
A diferència d'altres acadèmies militars com West Point als Estats Units i a École Spéciale Militaire de Saint-Cyr a França, Sandhurst no és una universitat.

## Organització
La direcció de la Reial Acadèmia Militar de Sandhurst recau en el Comandant de l'Acadèmia, habitualment un oficial amb rang de Major General. El sots-oficial superior, el Sergent Major de l'Acadèmia (Academy Sergeant Major - AcSM) és un dels sots-oficials superiors de l'exèrcit britànic. El curs de comissió està dividida en tres terminis, cadascun dels quals dura 14 setmanes (referits a les Divisions Novella, Intermèdia i Veterana, identificada per cordons de colors diferents). L'entrenament bàsic té lloc durant les cinc primeres setmanes, les quals tenen reputació de ser les més dures (es demana a les famílies dels cadets que els ajudin a mantenir la moral mitjançant mantenir el contacte amb la llar). Els cursos principals de l'Acadèmia de Sandhurst comencen al gener, al maig i al setembre de cada any. Cada promoció consta d'uns 270 cadets, cadascun dels quals és assignat a una secció enquadrada en una de les tres companyies. Les seccions són comandades per un capità, amb un sergent, que porta el pes principal del dia a dia de l'entrenament, especialment durant el primer termini (a diferència de West Point, l'Acadèmia de Sandhurst confia la major part de l'entrenament dels oficials a sots-oficials superiors). Simultàniament poden haver fins a deu companyies, comandades per un Major i anomenades en honor d'una batalla o d'una campanya famosa en la que participés l'Exèrcit Britànic. Els noms de les companyies han anat canviant durant els anys, i actualment són:
- Companyia Alamein
- Companyia Birmània
- Companyia Blenheim
- Companyia Falklands
- Companyia Gaza
- Companyia Imjin
- Companyia Inkerman
- Companyia Malàisia
- Companyia Normandia
- Companyia Somme
- Companyia Ypres
- Companyia Waterloo
- Companyia Dettingen — els cursos breus són operats seqüencialment, i són coneguts com la "Companyia Dettingen".

La Companyia Dettingen es divideix entre les mateixes línies que els habituals, encara que els cursos menors poden consistir només de dues seccions.
També existeix una secció de "rehabilitació", la Secció Lucknow. Està formada pels cadets que van fer-se mal durant l'entrenament, amb l'objectiu de preparar-los per al seu re-ingrés al curs de comissió i per processar tots aquells que han quedat rehabilitats mèdicament.
Els cadets que no aconsegueixen els mínims requerits, o que s'han fet mal, poden ser "retrocedits", és a dir, se'ls demana que repeteixin el termini unint-se a una promoció posterior, o que repeteixin tot el curs.
Els cadets indiquen cos regiments o cossos als quals els agradaria unir-se, encara que a la pràctica això pot estar influenciat pels seus instructors, si els seus punts forts i febles o aptituds es demostren important. A mitjà termini, es realitzen entrevistes i la selecció final és realitzada pels mateixos regiments i cossos; hi ha una competició pels millors cadets per part de les unitats i, a la inversa, pels cadets per anar a les unitats més prestigioses o especialitzades. Excepcionalment, alguns cadets poden tenir places confirmades a regiments abans de les seleccions formals o, fins i tot, abans de començar els seus estudis a Sandhurst.

### Exèrcit regular
Un grapat d'unitats de l'exèrcit regular tenen seu a l'Acadèmia de Sandhurst per donar suport a les universitats i a la seva formació:
- La Companyia de Demostració Gurkha (Sittang): és una unitat formada per 3 companyies provinents de totes les unitats de la Brigada de Gurkhas, per tal de proveir d'una força adversària a l'entrenament de combat pels cadets.
- el 44è Esquadró de Suport, Royal Logistic Corps: la unitat de suport de transport, logística i senyals permanentment destinada a l'Acadèmia
- La Banda del Cos de la Reial Acadèmia Militar de Sandhurst:[23] existent fins al 1984, era el cos més petit de l'exèrcit britànic. Actualment la música és proveïda per una varietat de bandes del Cos Musical de l'Exèrcit que van rotant.

## Desfilada del Sobirà
La primera Desfilada del Sobirà se celebrà el 14 de juliol de 1948, davant del rei Jordi VI. Cada any se celebren tres Desfilades del Sobirà davant de l'Antic Col·legi per marcar la graduació i la desfilada final Sandhurst de la Divisió Superior. Tots els cadets, llevat dels que han estat cridats de nou per lesions o per altres motius, passen revista pel Sobirà (o el seu representant), participa en la Desfilada de la Bandera i desfilen davant del Sobirà (o el seu representant) i convidats. Aquests consisteixen en dignataris convidats i amics i familiars dels cadets que es graduen.
Durant la Desfilada de la Bandera, aquesta és escortada per la Secció del Sobirà, que ha estat triada pels mèrits entre la Divisió Superior. La Secció del Sobirà llueix cordons multicolors, car usa els colors de les tres divisions.
Al final de la desfilada, la Bandera i la Divisió Superior abandonen la desfilada a través de les Grans Passes de l'edifici de l'Acadèmia antiga. Són seguits per l'Adjunt de l'Acadèmia, muntat a cavall (els orígens d'aquesta tradició no són clars).

## Premis
Cada Curs de Comissió concedeix premis als seus cadets més destacats. Les següents distincions són presentades durant la Desfilada del Sobirà. Altres són simplement nomenats al programa de la desfilada. Un sistema de Govern de Cadets també reconeix el mèrit pel nomenament dels Sots-oficials Superiors, els Sots-oficials inferiors, els Sergents Cadets i els Caporals Cadets.

### Espasa d'Honor
L'Espasa d'Honor és concedida a l'Oficial Cadet de l'Exèrcit Britànic considerat pel Comandant per ser, en conjunt, el millor del curs. Les espases eren anteriorment fetes per Wilkinson Sword, però després del tancament de la seva divisió de fabricació d'espases ara són fetes per Pooley Sword, que també fabriquen espases pels Royal Marines i per la Royal Air Force. Durant la II Guerra Mundial, quan els cursos s'abreujaren per incrementar el subministrament de nous oficials, es donava una Faixa d'Honor.

### Medalla de la Reina
La Medalla de la Reina es concedeix a l'Oficial Cadet de l'Exèrcit Britànic que assoleix els resultats més alts en estudis acadèmics, militars i pràctiques.

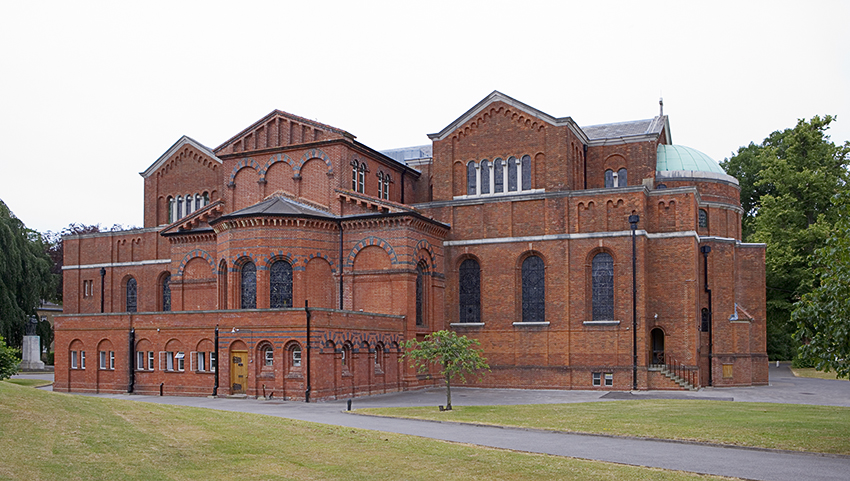
Costat sud de la Capella

### Espasa d'Ultramar
L'Espasa d'Ultramar es concedeix a un dels molts cadets enviats per exèrcits estrangers. L'Espasa d'Ultramar es concedeix al Cadet d'Ultramar considerat com el millor del seu curs pel Comandant. Prèviament es coneixia com a Overseas Cane.

### Espasa del Duc de Westminster
L'Espasa del Duc de Westminster és concedida a l'Oficial Cadet considerat pel Comandant per ser, en general, el millor del Curs de Comissió TA. Aquesta espasa també és donada per Pooley Sword.

## La capella
Hi ha dues capelles a l'Acadèmia: la Capella de Crist Rei, de ritus catòlic, i la Capella Reial del Memorial, dedicada com a Capella de Crist, que també conté la Capella Sud-africana, que originàriament era el santuari de la segona capella abans que aquesta fos ampliada. La capella original era el que actualment és conegut com la Sala del Memorial de l'Exèrcit Indi. Els Royal Engineers dissenyaren la capella original, feta amb maons vermells, motllures de terracota, un frontó amb mènsules i peces de foneria el 1879. la capella va ser dedicada pel rei Jordi VI el 2 de maig de 137, després que l'arquitecte capità Arthur C. Martin allargués l'edifici amb un estil romà d'Orient. Els vitralls de la capella honoren la Brigada de Guàrdies, la Rifle Brigade, els Royal Fusiliers, el Hampshire Regiment. Alguns memorials, incloent-hi un honorant els alumnes de l'Acadèmia Militar dels Estats Units estan gravats al terra de marbre negre.
Als panells dedicats a les campanyes particulars on van perdre la vida estan els noms dels antics cadets morts en acció. A intervals sobre els panells hi ha taules circulars a la memòria dels Governadors del Col·legi. Els noms dels antics cadets que van morir en servei actiu al camp de batalla apareixen als espais entre els panells. D'altres plaques que hi ha a la paret del porxo de la capella van ser traslladades allà des de l'antiga capella. A la nau, prop de l'escala del presbiteri, els antics guions regimentals pengen dels pilars.

## Governadors i comandants de l'Acadèmia
El Comandant de l'Acadèmia és l'oficial comandant i sempre és un oficial superior de rang de camp. La majoria serveixen entre dos i tres anys, i molts passen a promocions significatives.

### Història del càrrec
El Reial Col·legi Militar de Sandhurst estava originàriament comandat per un "Governador", un "Tinent Governador" (al comandament del col·legi) i un "Comandant" (responsable dels cadets). El 1812 els càrrecs de Tinent Governador i Comandant es fusionaren en el paper de Comandant. El 1888, els càrrecs de Governador i Comandant es fusionaren en el de "Governador i Comandant", passant-se a anomenar simplement "Comandant" el 1902.

### Llista de governadors
Els Governadors són:

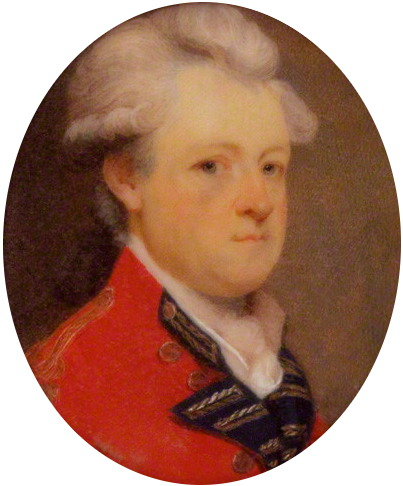
El Comte Harcourt, primer Governador

- 1802-1811: General William Harcourt, 3r Comte Harcourt[28]
- 1811-1819: General Sir Alexander Hope[29]
- 1819-1824: Major-General Sir George Murray[30]
- 1826-1837: General Sir Edward Paget[31]
- 1837-1856: General Sir George Scovell[32]
- 1856-1866: General Sir Harry Jones[33]
- 1866-1868: General Sir George Weatherall[34]
- 1868-1875: Major-General Sir Duncan Cameron[35]
- 1875-1882: Major-General Major-General William Napier
- 1883-1886: General General Richard Chambré Hayes Taylor
- 1886-1888: General David Anderson

### Llista de Comandants
Els Comandants són:

#### Reial Col·legi Militar de Sandhurst, 1879-1939
- 1879-1884: Coronel Frederick Middleton[37] (Comandant informant el Governador)
- 1884-1886: Coronel Frederick Solly-Flood[38] (Comandant informant el Governador)
- 1886-1888: Coronel Aylmer Cameron[39] (Comandant informant el Governador)
- 1888-1893: Tinent General Edward Clive[40] (Governador i Comandant)
- 1893-1898: Tinent General Sir Cecil East[41] (Governador i Comandant)
- 1898-1902: Tinent General Sir Edwin Markham[42] (Governador i Comandant)
- 1902-1907: Major-General Gerald Kitson[43]
- 1907-1911: Coronel William Capper[44]
- 1911-1914: Major-General Lionel Stopford
- 1914-1916: Brigadier Stuart Rolt[45]
- 1916-1919: Major-General Lionel Stopford
- 1919-1923: Major-General Sir Reginald Stephens[46]
- 1923-1923: Major-General Herbert Shoubridge[47]
- 1923-1927: Major-General Charles Corkran[48]
- 1927-1930: Major-General Eric Girdwood[49]
- 1931-1934: Major-General Reginald May[50]
- 1934-1937: Major-General Bertie Fisher[51]
- 1938-1939: Major-General Ralph Eastwood[52]

#### Reial Acadèmia Militar de Sandhurst, de 1947 fins al present
| - 1947-1948: Major-General Francis Matthews - 1948-1950: Major-General Hugh Stockwell - 1951-1954: Major-General David Dawnay - 1954-1956: Major-General Reginald Hobbs - 1956-1960: Major-General Ronald Urquhart - 1960-1963: Major-General George Gordon-Lennox - 1963-1966: Major-General John Mogg - 1966-1968: Major-General Peter Hunt - 1968-1972: Major-General Philip Tower - 1972-1973: Major-General Jack Harman - 1973-1976: Major-General Robert Ford - 1976-1979: Major-General Philip Ward - 1979-1982: Major-General Richard Vickers - 1982-1983: Major-General Geoffrey Howlett | - 1983-1987: Major-General Richard Keightley - 1987-1989: Major-General Simon Cooper - 1989-1991: Major-General Peter Graham - 1991-1994: Major-General Timothy Toyne Sewell - 1994-1995: Major-General Hew Pike - 1995-1997: Major-General Jack Deverell - 1997-1998: Major-General Alistair Irwin - 1998-2000: Major-General Arthur Denaro - 2001-2002: Major-General Philip Trousdell - 2002-2006: Major-General Andrew Ritchie - 2006-2007: Major-General Peter Pearson - 2007-2009: Major-General David Rutherford-Jones - 2009-2012: Major-General Patrick Marriott - Des del 2012: Major-General Timothy Evans |